# Gynoplistia (Gynoplistia) habbemae perdistincta
Gynoplistia (Gynoplistia) habbemae perdistincta is een ondersoort van de tweevleugelige Gynoplistia (Gynoplistia) habbemae uit de familie steltmuggen (Limoniidae). De ondersoort komt voor in het Australaziatisch gebied.